# 三月行动
三月行动（德語：März Aktion），又译三月发动，是1921年一次失败的共产主义起义，由德国共产党、德国共产主义工人党和其他极左翼组织领导。它发生在位于哈雷、洛伊纳、梅泽堡和曼斯费尔德的工业区。起义最后以共产党人的失败告终，这同时削弱了当时的共产党人在德国的影响力。

## 背景
20世纪20年代初，德国不稳定的经济形势加剧了社会的广泛不满，特别是产业工人。这导致左翼政党在工业区变得非常受人欢迎。在1921年2月20日的普鲁士州议会选举中，哈雷-梅泽堡（Halle-Merseburg）选区中的KPD成为了最强大的政党，赢得了几乎30%的选票。褐煤开采和化学工业占主导地位的德国中部工业区里，自1920年3月的吕特维茨-卡普政变以来，罢工、工人与警察之间的冲突以及工厂和农场的盗窃事件不断发生。工厂保安人员为防止这些财产犯罪做出的所有努力，包括搜身和更严格的监视，都失败了。
萨克森州也让普鲁士国家政府感到担忧，因为在1920年三月起义被镇压后，工人手中仍有许多武器未被没收。此外，1921年3月13日对柏林胜利纵队的一次失败的炸弹袭击也被追查到萨克森州。这促使普鲁士内政部长卡尔·塞弗林和普鲁士萨克森州州长奥托·赫尔辛在德国中部工业区进行干预。1921年3月19日，警察被派往曼斯费尔德和艾斯莱本以恢复“秩序和安全”。

## 重要事件
长期以来，KPD领导层一直在为暴力推翻可恶的魏玛议会民主制寻找借口，他们希望德国中部的工人能够自发地起义，以回应那里的国家政权干预。革命行动主要将通过党报《红旗报》的宣传来发动，但工人们最初表现得很谨慎。尽管KPD地区领导层呼吁在3月21日举行总罢工，除曼斯费尔德地区以外的大多数公司都在继续工作。只有在第二天，曼斯费尔德-艾斯莱本矿区的停工才开始扩大。
随着KAPD成员马克斯·赫尔茨的到来，罢工运动升级为暴力叛乱。他在1919/1920年福格特兰地区的工人暴动中已经成长为了一个暴力和激进的“领袖”。赫尔茨在各种罢工集会上发言，号召工人暴力抵抗警察。3月22日期间，在艾斯莱本发生了对警察的第一次暴力袭击。霍尔茨开始帮助罢工工人和失业矿工进行武装，并将他们组织成突击队，使曼斯费尔德、艾斯莱本和黑特施泰特周围地区遭受纵火、劫掠、银行抢劫和爆炸物袭击。火车脱轨，铁路线被炸毁。由于赫尔茨的暴力煽动，哈雷的KPD地区领导层越来越失去对武装工人的控制。
起义运动也有可能蔓延到萨克森自由州， 那里发生了针对德累斯顿、莱比锡和弗赖贝格的司法大楼爆炸事件，但没有成功。汉堡也发生了工人和警察之间的流血冲突，地方议院不得不对该市实施紧急状态。3月24日，帝国总统弗里德里希·艾伯特根据帝国宪法第48条，宣布汉堡和萨克森州进入非军事的紧急状态。同一天，KPD宣布在整个帝国举行总罢工，但罢工未能实现。声援性罢工只发生在卢萨蒂亚、鲁尔区的部分地区和图林根州。在汉堡，占领了一些船厂的失业工人与警察发生了暴力冲突。在德国中部的工业区，人们知晓总统令后，战斗规模加剧了，蔓延到了哈雷、梅泽堡、维滕贝格、代利奇和比特费尔德。然而政府军最终还是成功地占据了优势。在3月底，起义被镇压。
洛伊纳化工厂是一个KAPD有特别强大影响的政党堡垒，那里的20,000名员工中有一半属于跟他们有关系的工作场所组织——德国工人总联合会（AAUD）。在起义期间，他们用步枪和自动武器作战，甚至还建造了自己的坦克，用来对付警察。当局在使用火炮的情况下才夺回了工厂。
1921年4月1日，更广泛的罢工运动被瓦解了，由马克斯·赫尔茨领导的最后一批罢工者在贝森施泰特附近被打散。KPD在同一天内撤回了对总罢工的号召。有一百多人在战斗中丧生，超过3,000名的起义者被逮捕。

## 相关图片

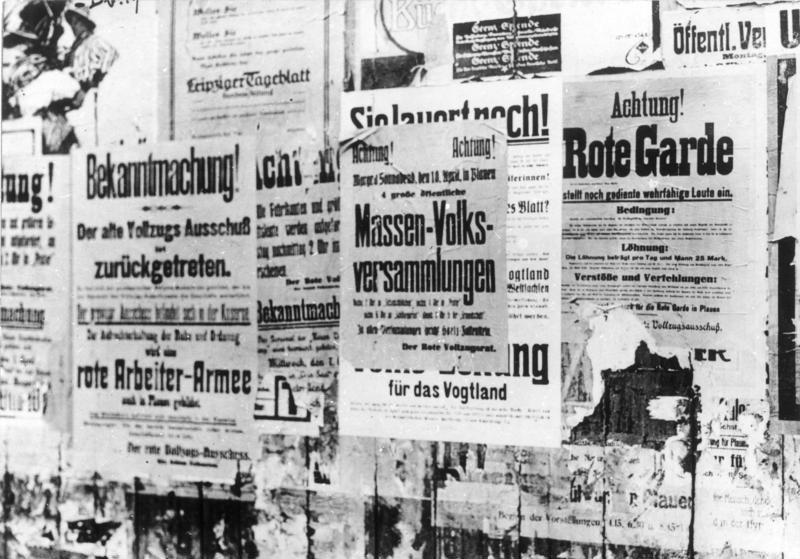
普劳恩市政厅墙上“三月行动”的海报
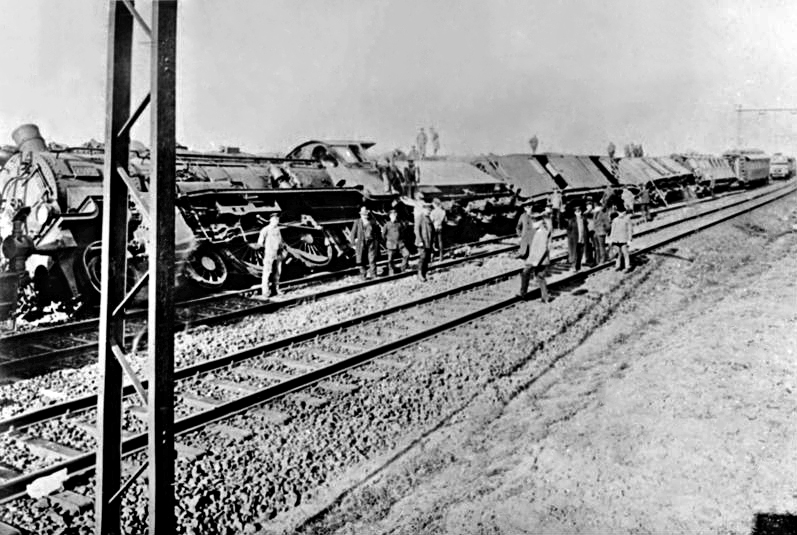
三月行动期间的铁路站场